# 徳島県道245号二宮山川線
徳島県道245号二宮山川線（とくしまけんどう245ごう にのみややまかわせん）は、徳島県名西郡神山町から吉野川市に至る一般県道である。

## 概要
名西郡神山町阿野から吉野川市山川町堤外に至る。地図上では名西郡神山町と吉野川市との境界付近で県道指定が途切れているが、指定から外れている区間を経由して両側の区間は相互に通行可能である。また、全線にわたって1.5車線かそれ以上の道幅が確保されている。ただし、名西郡神山町内には狭隘な区間や複数のヘアピンカーブが存在する。

### 路線データ
- 起点：徳島県名西郡神山町阿野（徳島県道31号鴨島神山線交点）
- 終点：徳島県吉野川市山川町堤外（徳島県道244号山川川島線交点）
- 総延長：21.591 km（他に旧道1.604 km）[1]
- 制限速度：標識なし、60 km/h（吉野川市美郷字古土地 - 吉野川市美郷字川俣）、50 km/h（国道193号重複区間）

## 歴史
- 1959年（昭和34年）1月31日 - 徳島県道136号二宮山川線として認定。
- 1972年（昭和47年）3月10日 - 徳島県道245号二宮山川線として認定。

## 路線状況

### 重複区間
- 徳島県道43号神山川島線（吉野川市美郷字古土地 地内）
- 国道193号・徳島県道253号山川海南線（吉野川市美郷字川俣 - 吉野川市美郷字峠）

## 地理

### 通過する自治体
- 徳島県
  - 名西郡神山町 - 吉野川市

### 交差する道路
| 交差する道路                                                | 市町村名 | 市町村名 | 交差する場所 | 交差する場所 |
| ----------------------------------------------------------- | -------- | -------- | ------------ | ------------ |
| 徳島県道31号鴨島神山線                                      | 名西郡   | 神山町   | 阿野         | 起点         |
| 徳島県道43号神山川島線 重複区間起点                         | 吉野川市 | 吉野川市 | 美郷字古土地 |              |
| 徳島県道43号神山川島線 重複区間終点                         | 吉野川市 | 吉野川市 | 美郷字古土地 |              |
| 国道193号 重複区間起点 徳島県道253号山川海南線 重複区間起点 | 吉野川市 | 吉野川市 | 美郷字川俣   |              |
| 国道193号 重複区間終点 徳島県道253号山川海南線 重複区間終点 | 吉野川市 | 吉野川市 | 美郷字峠     |              |
| 徳島県道244号山川川島線                                     | 吉野川市 | 吉野川市 | 山川町堤外   | 終点         |

### 交差する鉄道
- 徳島線

### 沿線
- JR四国徳島線 山瀬駅（終点付近）